# Демаши, Робер
Робер Демаши́ (фр. Robert Demachy, 7 июля 1859, Сен-Жермен-ан-Ле — 29 декабря 1936, Эннеквиль, Кальвадос) — французский фотограф, крупнейший представитель пикториализма.

## Биография
Из богатой семьи. Воспитывался в коллеже иезуитов в Париже. В молодости вращался в богемных кругах столицы. В середине 1870-х открыл для себя фотографию, увлекся ею, начал фотографировать как любитель. В 1882 был принят в члены Французского фотографического общества, в 1888 стал одним из основателей Парижского фотоклуба, в 1895 его избрали членом британского фотографического общества The Linked Ring. Был тесно связан с Королевским фотографическим обществом Лондона, публиковал свои работы в журнале Альфреда Стиглица Camera Work. Его выставки проходили в Париже, Вене, Нью-Йорке, Лондоне.
С 1901 по 1911 год состоялось пять персональных выставок Демаши, что в то время считалось колоссальным успехом. В 1906 году фотограф отказался от гумбихромата в пользу бромойля и со временем усовершенствовал последний, что дало ему более широкие возможности для экспериментов.
Оставил ряд статей по технике фотосъёмки и печати. После 1914 года фотографией больше не занимался.

## Технологические достижения
Первым использовал при печатании снимков гумми-бихроматы. Усовершенствовал технологию бромойля. Добивался близости фотографий к живописи и гравюре.

## Признание
Кавалер ордена Почётного легиона.